# Kiki Vandeweghe
Ernest Maurice "Kiki" Vandeweghe III (ur. 1 sierpnia 1958 w Wiesbaden) – amerykański koszykarz, skrzydłowy, uczestnik spotkań gwiazd NBA, wiceprezydent do spraw operacji koszykarskich NBA.
W swoim najbardziej udanym statystycznie sezonie (1983/84) notował średnio 29,4 punktu, 4,8 zbiórki oraz 3,1 asysty. Zajął wtedy trzecie miejsce w lidze na liście najlepszych strzelców, został też po raz drugi w karierze wybrany do udziału w corocznym meczu NBA All-Star Game.
Jego ojcem jest były gracz NBA - Ernie Vandeweghe.

## Osiągnięcia

### NCAA
- Wicemistrz NCAA (1980)[2]
- Zaliczony do I składu:
  - turnieju NCAA (1980)[3]
  - All-American (1979, 1980)[4]

### NBA
- 2-krotny uczestnik meczu gwiazd NBA (1983, 1984)[1]
- Lider:
  - sezonu regularnego w skuteczności rzutów za 3 punkty (1987)[5]
  - play-off w skuteczności rzutów wolnych (1982 - wspólnie z Danem Isselem, 1986 z Mikiem Woodsonem i Larrym Spriggsem)[6]
- 2-krotny zawodnik tygodnia NBA (2.01.1983, 20.11.1983)[7]